# 水木一郎
水木 一郎（みずき いちろう、本名：早川 俊夫（はやかわ としお）、1948年〈昭和23年〉1月7日 - 2022年〈令和4年〉12月6日）は、日本の歌手、作詞家、作曲家、声優、タレント、ナレーター。身長170センチメートル。血液型はO型。イエローバード所属。
アニメソング界の帝王と呼ばれるほか、アニキ（ANIKI）の愛称でも親しまれた。これは『おかあさんといっしょ』（NHK）における、2代目うたのおにいさんを務めたことに由来する。自身の持ち歌を「ANIKING」ヴァージョンとして再録音もしている。別名義に「松本茂之」「山本一郎」「早川としお」「たつきよういちろう」「ミズキング」などがある。
東京都世田谷区出身。世田谷区立梅丘中学校、世田谷高等学校卒業。晩年は神奈川県鎌倉市の鶴岡八幡宮近くに在住した。デビュー時のキャッチフレーズは「歌謡界のプリンス」。

## 生涯

### レコード・デビューまで
実家がレコード店を経営していたため、音楽環境に恵まれた幼少期からジャズなどを聴いていた。特にアメリカの音楽から強い影響を受けた。だが当初は「どうせ日本人なんだから落語でもやるか」との思いから落語家を目指し、学生時代には「落語会」を開いていた。
1964年、ジャズ喫茶に入り浸るうちに顔なじみとなった桜井輝夫（ザ・ドリフターズ）の勧めで、新宿区歌舞伎町に当時存在したジャズ喫茶「ラ・セーヌ」で催されたコンクールへ出場。ジョニー・シンバルの「僕のマシュマロちゃん」を歌唱し優勝を果たす。これが本格デビューのきっかけとなった。
1965年、作曲家・和田香苗の門下生となる。この時期、弘田三枝子の前歌などを務めた。
1965年、早川昭名義でテレビ西部劇『シェナンドー』の日本版主題歌「シェナンドー」を収録。同曲は宣伝用フォノシートの製作のみで一般発売はなかった。2018年、デビュー50周年記念アルバム『Just My Life』に収録され、初めて一般発売された。

### レコード・デビュー
1968年、歌謡曲歌手としてカンツォーネ調の「君にささげる僕の歌」でレコード・デビュー。ところが売上が芳しくなく、マネージャーとの不仲も災いして一時歌手を退く。同じく日本コロムビア所属の先輩歌手で万城目正門下（『万城目正歌謡音楽院』出身）の九条万里子（『すすきのブルース』〈1964年〉などのヒット曲を持つ）と結婚が決まり、新人である水木が身を引いたと『徹子の部屋』の初出演時に語っている。その後、生活のためナイトクラブやキャバレーで歌い始める。
歌手を辞めて作曲家への転身を図ろうとした矢先の1971年、堀江美都子の担当ディレクターだった日本コロムビアの木村英俊の勧めでアニメ『原始少年リュウ』のオープニングテーマ「原始少年リュウが行く」を歌唱。以降、活動の中心をアニメソングへと移していく。水木はアニメソングの歌唱について、以前から映画音楽を歌いたい思いがあり、抵抗はなかったとのこと。また「最初の歌がつまらない歌だったら、以後アニメソングを歌うつもりはなかった」としている。アニメソング歌手への転向当時は「漫画の歌」と言われ、「歌謡曲と同じ土俵に立てなかった」という。また後述のようにアニメソングだけで何十万枚売り上げても音楽番組に出演できない時期もあった。

### 1970年代
以降、『超人バロム・1』『変身忍者 嵐』『アストロガンガー』『マジンガーZ』（1972年）、『バビル2世』『ロボット刑事』（1973年）、『仮面ライダーX』『グレートマジンガー』『がんばれ!!ロボコン』（1974年）、『仮面ライダーストロンガー』『宇宙の騎士テッカマン』『鋼鉄ジーグ』『アクマイザー3』（1975年）、『超電磁ロボ コン・バトラーV』（1976年）など、アニメ・特撮作品の主題歌・挿入歌を数多く歌唱し、アニメソング歌手としての評価を確立。
アニメソング歌手へ転向後の最初の4年間で、子ども向け番組のテーマ曲をおよそ150曲発表。そのレコード売上は平均およおそ10万枚、累計およそ600万枚 に達した。1973年発売の『マジンガーZ』の主題歌レコードは70万枚の大ヒットを記録。1978年発売の『宇宙海賊キャプテンハーロック』主題歌レコードは当時アニメソングとして驚異的な初回プレス15万枚。同曲では、アニメソングで前例のない68人のシンフォニー編成をバックに収録。これらの逸話から、「アニメソングの女王」こと堀江美都子と並び「アニメソングの帝王」と呼ばれるようになる。
当時、自身の歌手としての原点でもあるアメリカン・ポップも披露している。のちにそれを知った平尾昌晃からラジオ番組に招かれ、オールディーズを歌唱した。1976年4月から1979年3月には、アニメ関係の仕事と並行して、NHKの子供番組『おかあさんといっしょ』における、うたのおにいさん（2代目）を3年間務めた。このころの一時期、30歳（1978年1月7日が30歳の誕生日）になったらアニメソングは卒業と考えていたという。ちなみに、水木はうたのおにいさん就任時点で妻子持ちだった（後輩の7代目坂田おさむと8代目速水けんたろうも同様）。

### 1980年代
1982年、自身の担当した主題歌レコードのトータルセールスが700万枚以上という記録を樹立し、『ギネスブック』に掲載された。
1983年1月、前年リリースの「ロマンティックアゲイン」（コミック『エロイカより愛をこめて』イメージソング）が、コロムビア「ゴールデンディスク賞」「ゴールデンLPテープ賞」を受賞。
1986年4月 - 1987年3月放送の特撮ヒーロー番組『時空戦士スピルバン』の主題歌を歌唱し、主人公の父親「ベン博士」役で本編にも出演。

### 1990年代
小堺一機、関根勤のラジオ番組『コサキン無理矢理100%』を発端に「雄叫び」系アニメソングが注目を浴び、1989年6月に初のベスト・アルバム『OTAKEBI参上! 吠える男 水木一郎ベスト』をリリース。「雄叫び」ブームはさらに波及していき1990年5月には『水木一郎OTAKEBI2』をリリース。同アルバムは懐かしのアニメ・特撮主題歌のみならず、新曲であるアニソン17曲メドレー「懐かしくってヒーロー〜I'll Never Forget You!〜」（同年11月にシングルカット）を収録。
1990年9月1日から1992年8月21日にかけて『水木一郎大全集』Vol.1〜5を発売するなど、数々の作品集を発表。以降、1992年に24曲メドレー「懐かしくってヒーローPartII〜We'll Be Together Forever!〜」、1994年に青春ドラマ主題歌メドレー「SEISHUN FOR YOU〜青春の詩〜」をリリース。
アニメタルなどによって、1960年代後半から1980年代を中心とした往年のアニメソングが再注目され始めた。こうした事象が追い風となり、1990年代に入ってから（正確な表現ではないものの）「21世紀にかつてのアニソンを歌い継ぐ」というスローガンのもと、堀江美都子、影山ヒロノブ、ささきいさおなどと共に、中核となってコンサートを開催し続け、かつてのロボットアニメやSFアニメの主題歌を中心に披露した。
さらなる飛躍のために1997年3月末日をもっと日本コロムビアとの専属契約を解き、フリーとなる。フリー宣言後初のアルバム『スーパーロボット大戦ボーカルコレクション』（ファーストスマイルエンタテインメント）がオリコンチャート23位を記録。同年8月には、アニメソングを21世紀に残すべく、水木を筆頭に日本のアニメソング界を担ってきた歌手たちが赤坂BLITZに集結。一大ムーブメントを巻き起こした「スーパーロボット魂」ライブの幕開けとなった。以後、進化し続ける同ライブを牽引、アニメジェネレーションにおけるカリスマ的存在感を示す。
1998年4月、自身がパーソナリティを務める文化放送のラジオ番組『ラジオ・スーパーロボット魂』放送開始。
1999年、歌手生活30周年記念のベスト盤CD『兄尊』をリリース。タイトルは、「アニメソング」の略称「アニソン」と水木の愛称「アニキ（兄貴）」をかけたもの。同年3月18日放送のアニソン番組『快進撃TVうたえモン』にて『人造人間キカイダー』が紹介された際に『ハカイダー』のテーマが流れ、水木本人が同テーマを熱唱した。同番組における水木のキャラクターが好評を得たことで大きく取り上げられ、歌手活動30周年と重なったこともあり「水木一郎世界征服計画」という企画がスタート。同年8月30日から31日にかけて、『うたえモン』同企画の一つとして山梨県の河口湖ステラシアターにおいて「24時間1000曲ライブ」を敢行。生放送ながら終盤に至っても変わらぬ声の響きに「本当に24時間歌い続けたのか」という電話が番組宛に殺到するという逸話を生んだ。その3日後の9月3日〜9月4日に出演予定だったイベント『松本零士〜幻想軌道1999〜』にて「キャプテンハーロック」を歌唱予定だったが、当該ライブで声がかれてしまい映像のみの出演になったことから、24時間ライブの過酷さがうかがえた。同年には『うたえモン』同企画の一つとしてTHE ALFEEの高見沢俊彦プロデュースによる「Golden Rule ～君はまだ負けてない！～」をリリースした。

### 2000年代
2000年7月17日、影山ヒロノブ・遠藤正明・さかもとえいぞう・松本梨香と共に、アニソンユニット・JAM Projectを結成。2002年8月、自身の多忙なスケジュールにより継続的な参加が困難であるとし「非常勤」を宣言している。
2001年2月2日、「香港キャラクターショーケース2001」にてライブを実施。香港のファンからも絶大な「アニキコール」を受け、会場が一体となって日本語で大合唱する光景を目の当たりにする。ファッション誌、芸能誌などジャンル問わず多くの媒体で記事が組まれ、現地における関心の高さを知ることとなる。同年10月にはテレビ朝日『トゥナイト2』に出演。「我らがアニキ 水木一郎の魂!!」と題した特集にて通常の2倍の視聴率を記録した。同月開始されたNHKの少年ドラマ『料理少年Kタロー』の主題歌「熱くるしいぜ」を担当し、ゲスト出演時には劇中にて歌唱した。同曲は、アニソンデビュー30周年記念アルバム『アニキ自身』と同時発売された。
2002年3月、『徹子の部屋』（テレビ朝日）に2度目の出演。同月に水木バージョンで新録した中日ドラゴンズの応援歌「燃えよドラゴンズ!」が開幕よりナゴヤドームで流れる。同年6月にはナゴヤドームにて始球式を行い、スタンドの観客とともに「燃えドラ!」を大合唱。選手の名前を歌詞に織り込んだ「燃えよドラゴンズ!2002」は雄叫び入りで発表された。
2003年3月、世界的カリスマDJ・ディミトリ・フロム・パリスのオファーを受け、「ぼくらのマジンガーZ（Black Version）」を新録。同曲を収録したアルバム『Cruising Attitude』（ビクターエンタテインメント）が日本先行発売となる。
2007年、自身初となる『みんなのうた』の楽曲とスーパー戦隊シリーズ（『獣拳戦隊ゲキレンジャー』）のエンディング曲を担当。また2006年に発売されたオリジナル特撮ビデオ『超忍者隊イナズマ!』の主題歌を担当し（サウンドトラックは7月18日発売）、続編『超忍者隊イナズマ!!SPARK』でも「超忍者隊イナズマ! お江戸MIX」を歌唱し「水木昇龍斎」役で出演。

### 2010年代
2010年、プロデューサー・塚田英明からのオファーを受け『仮面ライダーW』第23・24話へ顔出し出演する。久々となる仮面ライダーシリーズの仕事となった。また6月には中国で行われる上海万博のジャパンウィークにて、中国でも広く浸透するアニメソングを歌唱した。
2011年7月6日、全国納豆協同組合連合会 の公認ソング「ヒーローは Never ねば Give Up!」を発売。同日発売のももいろクローバーZのシングル「Z伝説 〜終わりなき革命〜」に特別参加し、2011年9月2日開催の東映まんがまつりDVD発売記念イベントにて共演。7月10日、イオンモール石巻で開催された、東日本大震災復興支援イベント「がんばれ東北! Never ねば Give Up!!」で超神ネイガーと共演し、「ヒーローは Never ねば Give Up!」を歌唱。8月24日、セルフカバー曲を中心としたアルバム『THE HERO 〜Mr.アニソン〜』を発売。タイトルは、福島第一原子力発電所事故などの後処理・修理・復興に従事する現実世界の「ヒーロー」たちにインスパイアされたという。8月27日、Animelo Summer Live 2011 -rainbow-にサプライズ・ゲストとして参加。9月21日、『おかあさんといっしょ』などで歌った童謡を集めたアルバム「水木一郎 キッズ ソング・ベスト!」を発売。
2016年、第12回東京アニメアワード功労賞を受賞。
晩年は歌手活動の傍ら、「水木一郎ヴォーカルスクール」を主宰し後進の育成に注力した。卒業生として貴日ワタリをはじめとする「ザ☆カインズ」メンバー、平山佳代子をはじめとする「アップルパイ」メンバー、『海賊戦隊ゴーカイジャー』主題歌の松原剛志、菊池志穂、小西寛子などがいる。前述の松原が「海賊戦隊ゴーカイジャー」主題歌の担当が決まった際、水木は「やったな!」と喜んだという（水木自身も挿入歌の歌唱で参加）。

### 2020年代
2021年4月25日、声帯不全麻痺の症状が出ていることをTwitterで公表。
2022年7月26日、声帯不全麻痺における検査の結果、リンパ節や脳への転移を伴うステージ4の肺がんに罹患した旨を公表した。
これらに関しては放射線および抗がん剤による治療で病変が落ち着いたこと、2022年に入って新たな肺がんが発見されたが6月の手術後は良好で月1回の通院にとどまるまで回復。音声機能については以前と同様に歌えるよう声帯への薬剤注射を受け、言語聴覚士によるリハビリを開始。運動機能は理学療法士による指導を受けながら自宅での筋トレやリハビリを行っている旨を明かした。2021年から徐々に活動を再開し、今後は闘病とコロナ禍の影響で延期となったアニメソングデビュー50周年企画を進め、「生涯現役」を目標に活動継続を表明していた。
2022年7月30日、がん公表後初の復帰ステージとなる『ANIME JAPAN FES 2022 大阪』（なんばHatch）が開催された。
2022年11月8日に開催された日本歌手協会主催の『第49回歌謡祭』（中野サンプラザ）に車椅子姿で登場し、「マジンガーZ」を熱唱した。同月27日にはよみうり大手町ホールにて堀江美都子と『ふたりのアニソン』を開催。これが水木にとって最後のステージとなる。この時すでに長時間ステージにとどまれないほど悪化しており、鈴木美潮が司会進行、歌唱サポートとして谷本貴義、高取ヒデアキ、串田アキラがゲスト出演した。12月2日には渡辺宙明の追悼コンサートに出演予定だったが、当日体調不良を訴えドクターストップがかかり救急搬送。その後自宅療養していたが、12月6日に再び救急搬送され、東京都内の病院で肺がんにより死去した。74歳没。訃報は12月12日に公表された。
2024年、さいとうよしこ編集の『空にそびえる　水木一郎ソングブック』（2023年11月・河出書房新社刊）が第55回星雲賞ノンフィクション部門の参考候補作となった。

## エピソード
「水木一郎」という芸名は先輩歌手の舟木一夫にあやかって作曲家・和田香苗から名付けられた。
東映の3大特撮シリーズにおいては、仮面ライダーシリーズで歴代最多となる『仮面ライダーX』、『仮面ライダーストロンガー』、『スカイライダー』の3作品で主題歌に起用された。そのほか、2011年時点でエンディング曲や挿入歌のみを含めると計7作品に関わっている。メタルヒーローシリーズでも、1986年の『時空戦士スピルバン』で主題歌に起用（エンディング曲は『超人機メタルダー』も含めた2作品）されている。一方でスーパー戦隊シリーズでは挿入歌のみに留まっていたが、2007年に『獣拳戦隊ゲキレンジャー』で初めてエンディング曲を担当した。
松本茂之の名義にて『侍ジャイアンツ』の主題歌を収録している。過去にはザ・ドリフターズの付き人を経験した。
2011年10月5日放送のライオンのごきげんようにて、16歳の時にいかりや長介から言われた「頑張りなさい」が座右の銘だったと語った。
日本のアニメは海外人気が高く、日本語のまま歌われるアニメソングも多いため、海外でのコンサートも頻繁に開催している。
野茂英雄、福岡ダイエーホークス、中日ドラゴンズの応援歌は楽曲制作した山本正之から直々に依頼され2002年以降も歌っている。
中日ファンであることを明かしている。中日応援歌である『燃えよドラゴンズ!』は計8回リリースされ、2022年8月に山本とともにレコーディングした『燃えよドラゴンズ!希望の果てに』が水木最後のバージョンとなった。「燃えよドラゴンズ!」発売の際、トレードマークである「赤のマフラー」は、広島東洋カープのチームカラーなため、のちに「青のマフラー」に変更している。2014年8月12日に行われた中日対DeNAの試合（岐阜長良川球場）では、初めての君が代斉唱と『燃えよドラゴンズ!球場合唱編』を生披露した。また、中日の優勝年には名古屋市内で行われる優勝パレードのイベントに参加したり、ナゴヤドームでの中日主催試合にサプライズ登場することもあった。
ゲームソフト『スーパーロボット大戦シリーズ』のヘビーユーザーである。新作ソフトの発売後はゲーム雑誌にコラムを執筆していた。プレイの際には、自身が主題歌を担当した作品のロボットを主に使用するようで、必然的にスーパーロボットが多いという。シリーズのプロデューサー・寺田貴信と親交が深く、『第3次スーパーロボット大戦α 終焉の銀河へ』から採用されたBGM選択などいくつかのシステムを考案している。また、この『第3次～』では、最終ボスである「ケイサル・エフェス」のCVを自ら担当した。CMにおいても『スーパーロボット大戦Scramble Commander the 2nd』にて出演 とCMソング、『スーパーロボット大戦Z』ではタイトルコール、『第3次スーパーロボット大戦α』・『第2次スーパーロボット大戦Z』ではCMナレーションを担当。
水木は、歌手になっていなければ落語家の道を目指しただろうと語っている。中学生のころ弟子入りを試みて柳家小さんの元へ電話をかけ、本人と会話できたが「うちは高校を卒業しないと弟子としてとらない」と言われあきらめたという。そのためバラエティ番組で「ゼーット!!」と絶叫するキャラクターとして出演することに嫌悪感などはまったく抱いていないとのこと。
音楽ゲーム『Pop'n music』シリーズでのオリジナル楽曲『はばたけ、ザ・グレートギャンブラー』の歌唱担当だった（現在は未収録）。ほかにも『マジンガーZ』『バビル2世』など水木歌唱による版権曲が過去に収録されていた。
千原兄弟のDVD『15弱』における作品『有限会社ダイトー』で使用されるオリジナルソングを歌唱している。
2009年1月時点におけるウィキペディアに項目の立てられた日本人の中で、個人調査による言語間リンク数の最も多かった（91言語）人物である（2位は黒澤明、3位は昭和天皇。2013年4月時点では黒澤明、昭和天皇の方が多い）。
夫人の九条万里子は、「ライブに身内が来るとあがってしまうから来て欲しくない」という水木に対し「CDじゃなく生で聴きたい」と語っていた。水木は恐妻家として有名であり、『踊る!さんま御殿!!』『行列のできる法律相談所』（日本テレビ系）等への出演時に当該エピソードをたびたび披露している。
仮面ライダー関連楽曲の印税およびライダーショーの出演料などで鎌倉市に土地を購入し、マジンガーZの印税で家を建てたという。この家は通称「マジンガー御殿」と呼ばれている。
秋田県のローカルヒーロー「超神ネイガー」のテーマソングを歌唱した縁で、秋田県内で行われるショーにも数回出演している。
初期の自身および教え子たちのサイトは『風雲!水木城』といい、ここでは”城主”という設定だった。同サイトは城郭構造で天守閣がサイトの中心をなし、サイト管理者である水木に会うには天守閣を登り切る必要があった。各階は教え子たちが夫々の持ち場を担当していた。
2019年11月の毎日新聞のインタビューにて、「当時（1970〜1980年代）、アニソンは軽視されていた。レコードが何十万枚売れても歌番組からは呼ばれない。持ち歌もカラオケには入らない。『普通の歌手』として認められないのは、つらく惨めだった」と語った。

### 交友関係
フリーアナウンサーの小倉智昭は中学の同級生。演劇部で水木が落語、小倉が漫才やバンド演奏を披露したという。水木は小倉の影響でがギターを始めている。2010年12月11日放送の「小倉智昭のラジオサーキット」（ニッポン放送）にゲスト出演し、同窓会トークを繰り広げた。2019年2月4日には、病気療養中だった小倉の代役で『恋するクラシック』（BS日テレ）のMCを務めているた。
『仮面ライダーV3』などで主演を務めた俳優の宮内洋とは性格が非常に似ているとし、1度本気の喧嘩をした後に親しくなったという。

## ディスコグラフィ

### シングル
- 君にささげる僕の歌（1968年7月、水木一郎デビュー曲。作詞：西沢爽、作曲：和田香苗、編曲：大西修。日本コロムビア SAS-1152）
  - B面：素敵な夜（作詞：西沢爽、作曲・編曲：和田香苗）
- 初恋は死んだ（1969年、作詞：西沢爽、作曲：和田香苗）
  - B面：霧の東京（作詞：西沢爽、作曲：和田香苗）
- おやすみなさい恋人（1969年、西尾和子と共演。作詞・作曲：和田香苗、編曲：小谷充。日本コロムビア SAS-1264）
  - B面：しあわせ（西尾和子のソロ）
- 愛の世界（1970年、西尾和子と共演。作詞：西沢爽、作曲：和田香苗。日本コロムビア SAS-1386）
  - B面：愛の渚（加奈まゆみのソロ）
- 誰もいない海（1970年4月、作詞：難波克昌、作曲：和田香苗、編曲：小谷充。日本コロムビア SAS-1406）
  - B面：星に祈りをこめて（作詞・作曲：和田香苗、編曲：小谷充）
- 懐かしくってヒーロー〜I'll Never Forget You!〜（1990年11月21日、企画もの『懐かしくってヒーロー』より）
- 懐かしくってヒーロー・PartII〜We'll Be Together Forever!〜（1992年6月1日、企画もの『懐かしくってヒーロー』より）
- SEISHUN FOR YOU〜青春の詩〜（1994年1月21日、オリジナル・アルバム『水木一郎●SEISHUN FOR YOU 〜青春の詩〜』より）
- 221B戦記 シングルバージョン（1997年9月3日、オリジナル・アルバム『筋肉少女帯と水木一郎／221B戦記』より）
- Golden Rule〜君はまだ負けてない!〜／見上げてごらん夜の星を（1999年9月1日、オリジナル・アルバム『Golden Rule〜君はまだ負けてない!〜／水木一郎』より）
- GO! GO! オートバックス（2005年8月3日）（オートバックスCMソング）
- トーキョー・ファンキー・ソウル・バス（2005年9月7日）（東京バス案内2キャンペーンソング）
- デビルマンのうた（21st century ver.）（2005年9月7日）
- マジンガーZ（21st century ver.） （2006年6月28日）
- IT IS NOT THIS! コレジャナイロボ!（2006年7月26日）（太郎商店の玩具「コレジャナイロボ」のテーマ）
- なんのこれしき ふろしきマン（2008年1月23日）（NHKみんなのうた）
- バイオニック コマンドー（2009年6月10日）
- 燃えよドラゴンズ! 2010（2010年10月20日）（中日ドラゴンズ2010年度応援歌）
- かってに改造してもいいぜ（2011年4月23日、キングレコード）（OVA『かってに改蔵』主題歌、「水木一郎と特撮」名義）
- ヒーローは Never ねば Give Up!（2011年7月6日、T.Y.Entertainment）
- 燃えよドラゴンズ! 2011 連覇記念盤（2011年11月2日、オフィスきちじろう）
- ピザ パスタ ピザ のうた（2014年6月18日、日本コロムビア）
- 燃えよドラゴンズ! 2014 覇権奪還（2014年7月9日、日本コロムビア）
- たたかえ!!シージェッター海斗（2015年7月18日、日本コロムビア）
- GO AHEAD〜すすめ！ウルトラマンゼロ〜（2016年12月29日、円谷プロダクション）
- アニソンアカデミー校歌（2017年10月18日、日本コロムビア）
- 燃えよドラゴンズ！2019 令和の激励（2019年7月20日、ベラ・ボー エンタテインメント）
- ロボミの歌〜GRANBLUE FANTASY〜（2021年2月3日、アニプレックス）
- 燃えよドラゴンズ！希望の果てに（2022年8月26日、Sigma Sounds Studio）

### アルバム
- 水木一郎 テレビ主題歌をうたう（1976年9月、日本コロムビア）
- 水木一郎 アニメーションのすべて（1978年8月、日本コロムビア）
- 水木一郎 ニューヒット・ベスト16（1979年12月、日本コロムビア）
- 水木一郎 熱唱! 男の詩 アニメ特撮 ベスト71（1984年1月、日本コロムビア）※4枚組LP
- OTAKEBI参上! 吠える男 水木一郎ベスト（1989年6月21日、日本コロムビア）
- 水木一郎 OTAKEBI2（1990年5月1日、日本コロムビア）
- 水木一郎 大全集Vol.1（1990年9月1日、日本コロムビア）
- 水木一郎 大全集Vol.2（1991年2月21日、日本コロムビア）
- 水木一郎バラード・コレクション〜SASAYAKI〜Vol.1（1991年4月21日、日本コロムビア）
- 水木一郎 大全集Vol.3（1991年8月21日、日本コロムビア）
- 水木一郎 大全集Vol.4（1992年2月21日、日本コロムビア）
- 水木一郎 大全集Vol.5（1992年8月21日、日本コロムビア）
- Dear Friend（1993年4月21日、日本コロムビア）
- 水木一郎のたのしいあそびうた（1994年1月21日、日本コロムビア）
- 水木一郎 ベスト&ベスト（1995年8月19日、日本コロムビア）
- ROBONATION 水木一郎スーパーロボットコンプリート（1997年7月19日、日本コロムビア）
- 熱風伝説（1998年3月21日、日本コロムビア）
- 熱風外伝 −Romantic Master Pieces−（1999年1月30日、日本コロムビア）
- アニキ自身〜30th Anniversary BEST〜（2001年11月21日、日本コロムビア）
- 水木一郎 ベスト・オブ・アニキング −赤の魂−（2004年8月4日、ビー!スマイル）
- 水木一郎 ベスト・オブ・アニキング −青の魂−（2004年10月6日、ビー!スマイル）
- 水木一郎・堀江美都子/Dear Friend 2007 〜ふたりのアニソン〜（2007年12月26日、日本コロムビア）
- ゲーマーANIKI完全攻略 〜水木一郎ゲームソングコレクション〜（2010年4月28日、日本コロムビア）
- THE HERO 〜Mr.アニソン〜（2011年8月24日、ベルウッド・レコード）
- 水木一郎 キッズ ソング・ベスト!（2011年9月21日、日本コロムビア）
- 水木一郎 キッズ ソング・ベスト2!（2012年3月7日、日本コロムビア）
- 水木一郎 キッズ ソング・ベスト3!（2012年7月25日、日本コロムビア）
- ALL OF MAZINGER SONGS（2012年11月28日、日本コロムビア）
- ベスト・オブ・ベスト 水木一郎（2015年4月1日、日本コロムビア）
- 水木一郎 グレイテスト★ウルトラマンソングス（2016年7月20日、日本コロムビア）
- 水木一郎 レア・グルーヴ・トラックス（2016年10月5日、日本コロムビア）
- Just My Life（2018年10月24日、日本コロムビア）
- 水木一郎 アニソンデビュー50周年記念ベスト 絶唱 -Z Show-（2023年1月18日、日本コロムビア）

## 主な楽曲作品
ここでは1,000曲を越える持ち歌の中から、特に代表的な楽曲、また比較的近年発表された楽曲を紹介する。

### アニメテーマソング
- 『原始少年リュウ』（オープニング）
- 『アストロガンガー』（オープニング）
- 『マジンガーZ』（オープニング／エンディング）
- 『バビル2世』（オープニング／エンディング）
- 『侍ジャイアンツ』（オープニング／エンディング）[注釈 7]
- 『ゲッターロボ』 『平和の戦士たち』（挿入歌）
- 『グレートマジンガー』（オープニング／エンディング）
- 『宇宙の騎士テッカマン』（オープニング／エンディング）
- 『鋼鉄ジーグ』（オープニング／エンディング）
- 『マシンハヤブサ』（オープニング／エンディング）
- 『ゴワッパー5 ゴーダム』（オープニング／エンディング）
- 『超電磁ロボ コン・バトラーV』（オープニング／エンディング）
- 『マグネロボ ガ・キーン』（オープニング／エンディング）
- 『合身戦隊メカンダーロボ』（オープニング／エンディング）
- 『超電磁マシーン ボルテスV』（エンディング）
- 『超人戦隊バラタック』（オープニング）
- 『アローエンブレム グランプリの鷹』（オープニング／エンディング）
- 『宇宙海賊キャプテンハーロック』（オープニング／エンディング）
- 『ルパン三世』 『〜ルパン三世愛のテーマ〜』（エンディング）
- 『新・巨人の星II』 『心に汗を』（オープニング）
- 『ムーの白鯨』（オープニング／エンディング）
- 『燃えろアーサー 白馬の王子』 『おれはアーサー』（オープニング）
- 『とんでも戦士ムテキング』（オープニング）
- 『百獣王ゴライオン』（オープニング／エンディング）
- 『ゲームセンターあらし』（オープニング）
- 『わが青春のアルカディア 無限軌道SSX』（オープニング／エンディング）
- 『プロゴルファー猿』『新プロゴルファー猿』（オープニング）
- 『キン肉マン』（挿入歌（キング オブ デビル））
- 『ジャングル大帝』（オープニングテーマ『サバンナを越えて』）
- 『かりあげクン』（オープニングテーマ『夜の銀ギツネとタヌキ』）[注釈 8]
- 『トランスフォーマーZ』（オープニング／エンディング）
- 『炎の闘球児 ドッジ弾平』（エンディング）
- 『ゲッターロボ號』（2代目オープニング／2代目エンディング）
- 『GATCHAMAN』（オープニング）
- 『真（チェンジ!!）ゲッターロボ 世界最後の日』（オープニング）
- 『マジンカイザー』（エンディング／DVD挿入歌）
- 『真ゲッターロボ対ネオゲッターロボ』（ビデオ版）
- 『学級王ヤマザキ』（挿入歌『戦え!ぼくらの学級王戦士Yマン』）[注釈 9]
- 『祝!（ハピ☆ラキ）ビックリマン』（挿入歌『愛のマトバロボ ラ☆キーン』）[注釈 10][注釈 11]
- 『カリーノ・コニ』（主題歌『ピザ パスタ ピザ のうた』）[注釈 12]

### 特撮テーマソング
- 『ぼくらのバロム1』（よみうりテレビ系列『超人バロム・1』オープニングテーマ）
- 『友情のバロム・クロス』（よみうりテレビ系列『超人バロム・1』エンディングテーマ）
- 『仮面ライダークリスマス』（毎日放送系列『仮面ライダー』挿入歌）
- 『嵐よ叫べ』（毎日放送系列『変身忍者 嵐』オープニングテーマ）
- 『われらは忍者』（毎日放送系列『変身忍者 嵐』エンディングテーマ）
- 『三郎のテーマ』（NET系列『人造人間キカイダー』挿入歌）
- 『ハカイダーの歌』（NET系列『人造人間キカイダー』挿入歌）
- 『行け!ゴッドマン』（日本テレビ系列『行け!ゴッドマン』オープニングテーマ）[注釈 9]
- 『少年仮面ライダー隊の歌』（毎日放送系列『仮面ライダーV3』初代エンディングテーマ）
- 『不死身の男』（毎日放送系列『仮面ライダーV3』挿入歌）
- 『V3のマーチ』（毎日放送系列『仮面ライダーV3』挿入歌）
- 『V3の一人歌』（毎日放送系列『仮面ライダーV3』挿入歌）
- 『ロボット刑事』（フジテレビ系列『ロボット刑事』オープニングテーマ）
- 『進めロボット刑事』（フジテレビ系列『ロボット刑事』エンディングテーマ）
- 『白獅子仮面の歌』（日本テレビ系列『白獅子仮面』オープニングテーマ）
- 『チェスト!チェスト!イナズマン』（NET系列『イナズマン』エンディングテーマ）
- 『セタップ! 仮面ライダーX』（毎日放送系列『仮面ライダーX』オープニングテーマ）
- 『おれはXカイゾーグ』（毎日放送系列『仮面ライダーX』エンディングテーマ）
- 『イナズマン・アクション』（NET系列『イナズマンF』エンディングテーマ）
- 『がんばれロボコン』（NET系列『がんばれ!! ロボコン』初代オープニングテーマ）
- 『おいらロボコンロボットだい!』（NET系列『がんばれ!! ロボコン』2代目オープニングテーマ）
- 『おいらロボコン世界一』（NET系列『がんばれ!! ロボコン』初代エンディングテーマ）
- 『ロボコン音頭』（NET系列『がんばれ!! ロボコン』2代目エンディングテーマ）
- 『走れ!!ロボコン運動会』（NET系列『がんばれ!! ロボコン』3代目エンディングテーマ）
- 『ロボコン ガッツラコン』（NET系列『がんばれ!! ロボコン』4代目エンディングテーマ）
- 『おいら天才ロボットだ』（NET系列『がんばれ!! ロボコン』挿入歌）
- 『ロボコンおしゃべりへんちょこりん』（NET系列『がんばれ!! ロボコン』挿入歌）
- 『好き好きロビンちゃん』（NET系列『がんばれ!! ロボコン』挿入歌）
- 『ガンツはおいらの先生だ』（NET系列『がんばれ!! ロボコン』挿入歌）
- 『ロボットたちのうた』（NET系列『がんばれ!! ロボコン』挿入歌）
- 『おやすみロボコン』（NET系列『がんばれ!! ロボコン』挿入歌）
- 『おれは0点落第生』（NET系列『がんばれ!! ロボコン』挿入歌）
- 『冒険ロックバット』（フジテレビ系列『冒険ロックバット』オープニングテーマ）
- 『鉄のプリンス・ブレイザー』（フジテレビ系列『冒険ロックバット』エンディングテーマ）
- 『仮面ライダーストロンガーのうた』（毎日放送系列『仮面ライダーストロンガー』オープニングテーマ）
- 『きょうもたたかうストロンガー』（毎日放送系列『仮面ライダーストロンガー』2代目エンディングテーマ）[注釈 10]
- 『ストロンガーアクション』（毎日放送系列『仮面ライダーストロンガー』3代目エンディングテーマ）[注釈 10]
- 『行くぞ!BD7』（日本テレビ系列『少年探偵団』オープニングテーマ）
- 『少年探偵団のうた』（日本テレビ系列『少年探偵団』エンディングテーマ）
- 『勝利だ!アクマイザー3』（NET系列『アクマイザー3』オープニングテーマ）
- 『すすめザイダベック』（NET系列『アクマイザー3』エンディングテーマ）
- 『輝く太陽カゲスター』（NET系列『ザ・カゲスター』オープニングテーマ）
- 『スター!スター!カゲスター』（NET系列『ザ・カゲスター』エンディングテーマ）
- 『斗え!忍者キャプター』（東京12チャンネル系列『忍者キャプター』オープニングテーマ）
- 『大空のキャプター』（東京12チャンネル系列『忍者キャプター』エンディングテーマ）
- 『地獄のズバット』（東京12チャンネル系列『快傑ズバット』オープニングテーマ）
- 『男はひとり道をゆく』（東京12チャンネル系列『快傑ズバット』エンディングテーマ）
- 『オー!!大鉄人ワンセブン』（毎日放送系列『大鉄人17』オープニングテーマ）
- 『ワンセブン讃歌』（毎日放送系列『大鉄人17』エンディングテーマ）
- 『恐竜戦隊コセイドン』（東京12チャンネル、円谷プロダクション作品『恐竜戦隊コセイドン』オープニングテーマ）
- 『コセイドンマーチ』（東京12チャンネル、円谷プロダクション作品『恐竜戦隊コセイドン』エンディングテーマ）
- 『バトルフィーバー讃歌』（テレビ朝日系列『バトルフィーバーJ』挿入歌）
- 『バトルフィーバー大出撃』（テレビ朝日系列『バトルフィーバーJ』挿入歌）
- 『行け!行け!メガロマン』（フジテレビ系列『炎の超人メガロマン』オープニングテーマ）
- 『我が心のロゼッタ星』（フジテレビ系列『炎の超人メガロマン』エンディングテーマ）
- 『燃えろ!仮面ライダー』（毎日放送系列『仮面ライダー（スカイライダー）』初代オープニングテーマ）
- 『男の名は仮面ライダー』（毎日放送系列『仮面ライダー（スカイライダー）』2代目オープニングテーマ）
- 『はるかなる愛にかけて』（毎日放送系列『仮面ライダー（スカイライダー）』初代エンディングテーマ）
- 『輝け!8人ライダー』（毎日放送系列『仮面ライダー（スカイライダー）』2代目エンディングテーマ）
- 『ジュニアライダー隊の歌』（毎日放送系列『仮面ライダースーパー1』2代目エンディングテーマ）
- 『夢の流れ星』（毎日放送系列『仮面ライダースーパー1』挿入歌）
- 『世界にひとり』（毎日放送系列『仮面ライダースーパー1』挿入歌）
- 『九人ライダー永遠に』（毎日放送系列『仮面ライダースーパー1』挿入歌）
- 『あしたがあるさ』（テレビ朝日系列『太陽戦隊サンバルカン』挿入歌）
- 『海が呼んでいる』（テレビ朝日系列『太陽戦隊サンバルカン』挿入歌）
- 『輝け!サンバルカン』（テレビ朝日系列『太陽戦隊サンバルカン』挿入歌）
- 『君はパンサー』（テレビ朝日系列『太陽戦隊サンバルカン』挿入歌）
- 『太陽マーチ』（テレビ朝日系列『太陽戦隊サンバルカン』挿入歌）
- 『アンドロメロス』（TBS、円谷プロダクション作品『アンドロメロス』オープニングテーマ）
- 『帰ってこいよアンドロメロス』（TBS、円谷プロダクション作品『アンドロメロス』のエンディングテーマ）
- 『時空戦士スピルバン』（テレビ朝日系列『時空戦士スピルバン』オープニングテーマ）
- 『君の仲間だスピルバン』（テレビ朝日系列『時空戦士スピルバン』初代エンディングテーマ）
- 『結晶だ!スピルバン』（テレビ朝日系列『時空戦士スピルバン』2代目エンディングテーマ）
- 『タイムリミット』（テレビ朝日系列『超人機メタルダー』エンディングテーマ）
- 『永遠のために君のために』（毎日放送系列『仮面ライダーBLACK RX』挿入歌）
- 『11ライダー大讃歌』（毎日放送系列『仮面ライダーBLACK RX』挿入歌）
- 『ジャスト・ギガストリーマー』（テレビ朝日系列『特警ウインスペクター』挿入歌）
- 『勇者ウインスペクター』（テレビ朝日系列『特警ウインスペクター』挿入歌）
- 『夢もひとつの仲間たち』（テレビ朝日系列『特警ウインスペクター』挿入歌）
- 『 大追跡！ 〜スターピースを追いかけろ〜 』（テレビ朝日系列『ビーロボカブタック』挿入歌）
- 『 がんばれロボコン 』（Vシネマ『燃えろ‼︎ロボコンvsがんばれ‼︎ロボコン』エンディングテーマ）
- 『ほえろ!ボイスラッガー』（テレビ東京系列『ボイスラッガー』オープニングテーマ）
- 『サンバ de ガオレン』（テレビ朝日系列『百獣戦隊ガオレンジャー』挿入歌）
- 『百獣合体!ガオキング』（テレビ朝日系列『百獣戦隊ガオレンジャー』挿入歌、ガオキングのテーマ）
- 『燃えろ!!スーパー戦隊魂』（Vシネマ『百獣戦隊ガオレンジャーVSスーパー戦隊』エンディングテーマ）[注釈 10]
- 『熱くるしいぜ』（NHKドラマ愛の詩『料理少年Kタロー』オープニング主題歌）
- 『ゼブラーマンの歌』（映画『ゼブラーマン』作中歌）
- 『 Song For Magitopia 』（映画『魔法戦隊マジレンジャー THE MOVIE インフェルシアの花嫁』挿入歌）[注釈 13]
- 『 メイク・レジェンド! マジレンジャー!! 』（テレビ朝日系列『魔法戦隊マジレンジャー』挿入歌）
- 『超忍者隊イナズマ!』（オリジナル特撮ビデオ『超忍者隊イナズマ!』のテーマ）
- 『豪石! 超神ネイガー 〜見だが おめだぢ〜』（秋田県のローカルヒーロー『超神ネイガー』のテーマ）
- 『超神ネイガー 〜正義ノ稲穂〜』（『王牙ネイガー』 テーマソング）
- 『NEVER ENDING VOYAGE』（テレビ朝日系列『轟轟戦隊ボウケンジャー』挿入歌）
- 『道（タオ）』（テレビ朝日系列『獣拳戦隊ゲキレンジャー』エンディングテーマ）
- 『ソラノワダチ』（映画『ねこタクシー』主題歌）
- 『ドラスティック・グランディオン』（テレビ朝日系列『天装戦隊ゴセイジャー』挿入歌）
- 『KANZEN TREASURE』（テレビ朝日系列『海賊戦隊ゴーカイジャー』挿入歌）
- 『ライオー!見参!チャンピオン!』（テレビ朝日系列『特命戦隊ゴーバスターズ』挿入歌）
- 『たたかえ!!シージェッター海斗』（『シージェッター海斗 特別編』主題歌）
- 『オーブの祈り』（円谷プロダクション作品『ウルトラマンオーブ』オープニングテーマ）[注釈 14]
- 『GO AHEAD〜すすめ!ウルトラマンゼロ〜』（円谷プロダクション作品『ウルトラマンゼロ THE CHRONICLE』オープニングテーマ）[注釈 14]

### 中日ドラゴンズ応援歌
- 『燃えよドラゴンズ!2002』／『燃えよドラゴンズ!ナゴヤドーム合唱編』
- 『燃えよドラゴンズ!2004』
- 『燃えよドラゴンズ!2005』
- 『燃えよドラゴンズ!2010』
- 『燃えよドラゴンズ!2011』
- 『燃えよドラゴンズ!2014』／『燃えよドラゴンズ!ナゴヤドーム合唱編』
- 『燃えよドラゴンズ!2019 令和の激励』
- 『燃えよドラゴンズ!希望の果てに』[注釈 15]

### コマーシャルソング
- オートセレクションシャドー
- オートバックス
- ギアギアン
- セガ「バーチャストライカー3 Ver.2002」（2002年）
- 超操縦メカ MG
- 長野運送
- ピザハット「カリカリリッチ」
- ファミリーマート「さくっとピザ」
- ミクロマン「小さな巨人ミクロマン」
- めいほうグループ「まちきれないデー」
- ビックロ（ビックカメラとユニクロのコラボレーション店舗）

### その他
- 『ちょんまげマーチ』（おかあさんといっしょ）
- 『キンキラ体操』（おはよう!こどもショー）
- 『いっぽんでもニンジン』（コロムビアゆりかご会）
- 『およげ!たいやきくん』
- 『ふねがゆく』
- 『そらとぶなかま』（森の木児童合唱団）
- 『ぼくはでんしゃ』（林幸生とデュエット/森の木児童合唱団）
- 『からだ元気?』
- 『ごんべさんの赤ちゃん』（コロムビアゆりかご会）
- 『Golden Rule〜君はまだ負けてない!〜』（『快進撃TVうたえモン』）
- 『無敵の英雄ドクターK』（近鉄バファローズ公認・野茂英雄公式応援歌）
- 『我らが覇者福岡ダイエーホークス』（福岡ダイエーホークス応援歌）
- 『闘魂こめて』（読売ジャイアンツ応援歌）
- 『OHA OHA FIGHT!』（『おはスタ』ジャンケンのテーマ）[注釈 16]
- 『こもろドカンショ』（小諸市／こもろ市民まつり楽曲）
- 『フン・フン・フンコロガシ』（『むしまるQ』）
- 『豪石（ごうしゃく）! 超神ネイガー 〜見だが おめだぢ〜』（秋田県のローカルヒーロー『超神ネイガー』のテーマ）
- 『超神ネイガー 〜正義ノ稲穂〜』王牙ネイガー テーマソング
- 『超城合体タメノブーンV』（青森県弘前市の企画『超城合体タメノブーンV』のテーマ）
- 『IT IS NOT THIS! コレジャナイロボ!』（太郎商店の玩具「コレジャナイロボ」のテーマ）
- 『なんのこれしき ふろしきマン』（NHKみんなのうた 2007年12月〜2008年1月まで放送）
- 『おれはインパクト』（がんばれゴエモン〜ネオ桃山幕府のおどり〜）
- 『ダブル・インパクト』（がんばれゴエモン〜でろでろ道中 オバケてんこ盛り〜）
- 『それいけ!ゾーキマン』（シャキーン!）
- 『はばたけ!ザ・グレートギャンブラー』（コナミ音楽ゲーム・pop'n musicシリーズ収録曲（現在未収録）、マジンガーシリーズのパロディソング）
- 『アニソン・アカデミー校歌』（NHK-FM『アニソン・アカデミー』）[注釈 17]
- 『翼を持つ者 〜Not an angel Just a dreamer〜』（日本動画協会「アニメNEXT_100」プロジェクト公式ソング）[注釈 18]
- 『こもろドカンショ』（長野県小諸市の市民まつりのテーマ曲。アルバム『ベスト・オブ・アニキング-赤の魂-』収録[56]）[57]

## 主な出演

### テレビアニメ
- コラルの探検（1979年 - 1980年、ヘクター）
- 宇宙空母ブルーノア（1979年 - 1980年、飛行隊長/飛鷹翔[58]）
- りゅうおうのおしごと!（2018年、雛鶴隆[59]）
- 八十亀ちゃんかんさつにっき (2019年)12話おことわり

### アニメ映画
- 明日への希望（高江常男）

### OVA
- 破邪大星ダンガイオー（1987年、ヨルド）

### ゲーム
- スーパーロボット大戦シリーズ
  - 第3次スーパーロボット大戦α 終焉の銀河へ（2005年7月28日、霊帝ケイサル・エフェス 役）
  - スーパーロボット大戦Z（2008年9月25日、タイトルコール）
- ボボボーボ・ボーボボ ハジけ祭（ボボボーボ・ボーボボ 役、主題歌を歌唱）
- 鈴木爆発『無敵合体ガンダーのテーマ』（劇中歌）
- 『pop'n music』シリーズ
  - pop'n music2（『はばたけ！ザ・グレートギャンブラー』歌唱）
  - pop'n music アニメーションメロディ（『マジンガーZ』、『キャプテンハーロック』歌唱）
  - pop'n music11（『バビル二世』歌唱）
- 太鼓の達人とびっきり!アニメスペシャル（『響け!太鼓の達人』『きっと もっと ずっと』『合体!ドンレンジャーロボ』『マジンガーZ』歌唱）
- みんなでスペランカーZ（タイトルコール）
- みんなのGOLF 5（ディーノ 役）
- MMORPG フリフオンライン（NPC『ルイ』と『ブルック』）
- バイオニックコマンドー マスターD復活計画（テーマソング『バイオニックコマンドー』歌唱）
- ファイターズクラブ（テーマソング『ファイターズ・ロード』歌唱）
- コインサーガ
  - テーマソング『コインサーガ伝説』歌唱
  - SR水木一郎カード（2013年12月18日 - 2014年1月7日）
- グランブルーファンタジー
  - 『ロボミ』歌唱[60]（2021年2月3日[61]／ゲーム内先行配信：2016年6月30日 -）
  - 『ロボミZ』次回予告ナレーション（2018年3月31日 - 4月8日）
  - 『愛・鋼戦士』歌唱[62]（2021年2月3日／ゲーム内先行配信：2020年12月28日 - 2021年1月8日）

### テレビドラマ
- 超人バロム・1 第8・9話（1972年）海野（※声は池水通洋）
- 変身忍者 嵐 第18話（1972年）紀州の山賊（※声は別人が当てている）
- イナズマンF 第23話（1974年）デスパー市民
- 時空戦士スピルバン（1986年 - 1987年）ベン博士
- ボイスラッガー（1999年）ボイスラッガーゴールド
- 料理少年Kタロー 第8話（2001年）オーナー
- 仮面ライダーW 第23・24話（2010年）大貫一朗太
- 特命戦隊ゴーバスターズ（2012年 - 2013年）カスタムバイザー音声[63]、ライオアタッシュ/ライオブラスター音声[64]、葉月サブロー博士（第35話）

### 映画
- 劇場版 百獣戦隊ガオレンジャー 火の山、吼える（2001年）ポセイドンオルグの声
- ねこタクシー（2010年）炎悟

### オリジナルビデオ
- 超忍者隊イナズマ!! SPARK（2007年）水木昇龍斎

### 音楽番組
- クイズ!タモリの音楽は世界だ（テレビ東京/1991年）
- 快進撃TVうたえモン（フジテレビ/1999年/24時間ライブの中継も）
- 歌笑HOTヒット10/ウタワラ（日本テレビ）
- カスペ! 永久保存版!みんなで歌おうアニメソングカウントダウン2006（フジテレビ/2006年2月7日）
- BS永遠の音楽 アニメ主題歌大全集（NHK BS-2/2004年 - ）
- ミューズの晩餐 My Song, My Life（テレビ東京/2008年6月28日）
- アニソンのど自慢（NHK総合・2009年5月4日、NHK BS2・5月30日）
- 思い出のメロディー（NHK総合・2009年8月22日）
- 音楽ば〜か（テレビ東京）
- 歌の楽園（テレビ東京/2010年）

ほか多数

### バラエティ
- 天才てれびくんMAX（NHK教育）
- おはスタ（テレビ東京） 「ミズキング」として出演
- 森田一義アワー 笑っていいとも!（フジテレビ）水曜日・ちょいモテヒーロー誕生ドヤテクZ
- ダウンタウンのガキの使いやあらへんで!!（日本テレビ）笑ってはいけないシリーズ

ほか、特番へのゲスト出演など多数

### ナレーション
- 大分県国民健康保険団体連合会 こくほヘルシートーク（OBS、TOS、OAB）
- 青春ミッションJ×3（NHK総合/2007年5月4日） - 主題歌も担当

### ラジオ
- ミッドナイトプラザ（ラジオ関東）
- 水木一郎のまだおきてますか?（九州朝日放送）
- 深夜放送No.1（ラジオ関東）
- ラジオ・スーパーロボット魂（文化放送・メインパーソナリティ）
- コサキンDEワァオ!（TBSラジオ） - ゲスト出演回数としては同番組随一。
- 今日は一日“アニソン”三昧（NHK-FM）
  - 今日は一日“アニソン”三昧SS（セカンド・ステージ） - 司会の1人として登場。なお、この番組で水木は初めてツンデレを知った。
  - 今日は一日“アニソン”三昧 ファイナル - 前回に続き司会の1人として参加。
  - 今日は一日“帰ってきたアニソン”三昧 - 当日、大阪で「スーパーロボット魂」ライブがあったため序盤は電話出演。ライブ終了後、番組放送中に東京のNHKまで戻り、生歌を披露した。
- ナインティナインのオールナイトニッポン（ニッポン放送） - ゲストとして登場。

ほか、TBSラジオ・文化放送・ニッポン放送など各局番組に出演
- Changeの瞬間 〜がんサバイバーストーリー〜（2022年11月13日・20日、朝日放送ラジオ）[65]

### アプリケーション
- Z叫魂（iPhoneアプリ、T.Y. Entertainment）

### CM
- バンプレスト「スーパーロボット大戦Scramble Commander the 2nd」（2007年）
- バンダイナムコ
  - 「スーパーロボット大戦Z」（2008年、ナレーションのみ）
  - 「第2次スーパーロボット大戦Z 破界篇」（2011年、ナレーションのみ）
  - 「第2次スーパーロボット大戦Z 再世篇」（2012年、実写出演版あり）
- コロムビアミュージックエンタテインメント「みんなアニメが好きだった -フラワーアニキ編-」（2009年9月〜）
- マツダ「お店に、マツダッシュ!」篇（2009年11月〜、玉木宏と共演）
- キリンビバレッジ「からだ想い茶 すぅーっと茶」（2012年2月）
- 善都「ゼント 市ノ坪店」（2012年、歌のみ）
- 神撃のバハムート（2012年）ほか多数。

CMソングに関しては前述の項目を参照。

### 新聞・雑誌
- 朝日新聞（東京本社版）1999年11月8日朝刊、生活面「ひと・からだ」

## 書籍
- 『兄尊（アニソン）―歌手水木一郎三十周年記念熱血写真集』（1999年／長谷部均著／オークラ出版）ISBN 4-8727-8461-8
- 『アニキ魂〜アニメソングの帝王・水木一郎の書〜』（2000年／水木一郎&Project Ichiro著／アスペクト刊）ISBN 4-7572-0719-0
- 『空にそびえる　水木一郎ソングブック』（2023年／さいとうよしこ編集、河出書房新社刊）

## その他の活動
その他、以下に挙げるような多彩な活動を展開している。
- 1979年にささきいさお・堀江美都子・大杉久美子・かおりくみこ・こおろぎ'73と共にコロムビア・オールスターズを結成。テレビアニメ作品『ドカベン』の主題歌や、「ボクはお猿の機関士で」のカバーを発表するなどの活動を行った（なお、コロムビアの楽曲でバック演奏を担当していたスタジオ・ミュージシャンのグループに同名のものがあるが、コロムビア所属であること以外に直接的な関係があるのかは不明）。
- 2007年5月18日19日には香港で開催されたアニメソングイベントANIME JAPAN FES IN HK 2007に参加した。
- 2007年7月6日にはフランスのJapan Expo 2007に参加した。
- スーパーロボット大戦公式BLOG「熱血! 必中! スパログ!」 の執筆者の1人である。ただし、現在は記事を投稿していない。
- オンラインゲーム『ロボ聖紀C21』で開催されたイベントの特別ゲストとして、特別カスタムされたロボで参上。なお、本人は同ゲームのテーマソングを歌っている。
- 2009年2月7日には香港の「水木一郎 堀江美都子香港演唱會2009」というライブコンサートに参加した。
- 『ロボットガールズZ』のチームZに対して、自らの持ちネタである「ゼーット!」を直々に指導教授した。他にももいろクローバーZにも同様に教授指導しているが、チームZの場合は更にWebラジオ「ロボガラジオ 聞かなきゃ全員フルボッコだZ!」内で謎の師範代Z（またはM師範代などとも）としてチームZに「〜力育成」の課題を与えていた。